# Charles Sterling
Charles Sterling, nacido como Karol Sterling (5 de septiembre de 1901,Varsovia, Zarato de Polonia, Imperio ruso-9 de enero de 1991, París, Francia) fue un historiador del arte polaco, nacionalizado francés, cuya actividad se desarrolló principalmente en Francia y en los Estados Unidos.

## Carrera profesional
Sterling nació en una familia judía de ascendencia escocesa. Luchó en la guerra polaco-soviética, en defensa de la recién lograda independencia polaca, siendo condecorado varias veces. Luego se graduó en Derecho en Polonia, en 1924, antes de consagrarse a la Historia del arte en Alemania, Gran Bretaña y finalmente en París, desde 1925 a 1928, bajo la dirección de Gaston Brière, en la Escuela del Louvre y con Henri Focillon, en la Sorbona. Se unió al Departamento de pinturas del Museo del Louvre en 1929, bajo Paul Jamot. Desde este año hasta 1961 ejerció como conservador del mencionado departamento en dicho museo.
Se convirtió en ciudadano francés en 1934. Alrededor de 1937, Sterling se especializó en los llamados "primitivos" franceses —especialmente en el Maestro de Moulins y en los Caravaggistas— lo cual sería la principal especialidad de su vida. El primero de sus estudios importantes sobre este tema apareció publicado en 1938, como La peinture française: les primitifs. Cuando París cayó en poder del nazismo en 1940, a los judíos se les prohibió por ley ocupar cargos oficiales en Francia. El consulado polaco en Marsella le ofreció certificar su procedencia como ario, oferta que Sterling rechazó, en solidaridad con los otros judíos. El segundo volumen de su estudio sobre los "primitivos" apareció en 1941, publicado bajo un seudónimo. Finalmente huyó a los Estados Unidos, donde fue asignado al Museo Metropolitano de Arte de Nueva York, a través de los auspicios de su director, Francis Henry Taylor. Regresó al Louvre en 1945, permaneciendo parcialmente en el personal del Museo Metropolitano hasta 1955. Sterling se retiró del Louvre en 1968, aceptando en el año siguiente un nombramiento de la Universidad de Nueva York para enseñar en el Instituto de Bellas Artes. Murió en París a los 89 años.

## Algunas publicaciones
- Still Life Painting. (Second Edition). Harper & Row Publishers. New York 1980; ISBN 0-06-430096-X
- La peinture française: les primitifs. Librairie Floury, París 1938;
- Les Peintres du Moyen Âge. París 1941;
- La nature morte de l'antiquité à nos jours. P. Tisné, París 1952;
- La peinture médiévale à Paris: 1300-1500. Bibliothèque des Arts, París 1987 (2 volúmenes).

- Datos: Q2960258